# Naungdawgyi
Naungdawgyi (birmanês:  နောင်တော်ကြီး; Moksobo, 10 de agosto de 1734 – Sagaingue, 11 de novembro de 1763) foi rei da dinastia Konbaung da Birmânia (Mianmar) de 1760 a 1763. Foi o principal comandante militar por ocasião das campanhas de reunificação do país efetuadas por seu pai, Alaungpaya. Como rei, passou grande parte de seu curto reinado reprimindo rebeliões múltiplas em todo o reino recém-fundado desde Ava (Inwa) e Taungû (Taungoo) até Martaban (Mottama) e Chiang Mai. O rei morreu repentinamente menos de um ano depois de ter reprimido com sucesso as rebeliões. Foi sucedido por seu irmão mais novo Hsinbyushin.

## Juventude
Naungdawgyi nasceu Maung Lauk (မောင်လောက်) filho de Yun San e Aung Zeya (mais tarde Rei Alaungpaya) em 3 de agosto de 1734 em uma pequena vila de Moksobo, cerca de 97 quilômetros a noroeste de Ava. Era o filho mais velho do casal que teve nove filhos. Em 1736, seu pai se tornou o chefe de Moksobo, e o chefe-adjunto do vale do rio Mu, sua região de origem.
Lauk cresceu durante o período no qual a autoridade real do rei em Ava tinha em grande parte dissipada em todo o reino. Assistiu, impotente, os manipuris saquearem sua região natal ano após ano, e não conseguia entender por que o rei não impedia esses ataques repetidos. Sua sensação de desamparo só se aprofundou em 1740, quando os mons, da Baixa Birmânia se separaram do reino e fundaram o Reino Restaurado de Hanthawaddy centrado em Pegu (Bago). Ao longo de sua adolescência, Lauk e seus companheiros da Alta Birmânia assistiram como Pegu cada vez mais estavam ganhando a guerra contra Ava.

## Herdeiro aparente e comandante
Quando os exércitos peguan capturaram Ava em abril de 1752, seu pai conseguiu persuadir o povo do vale do Mu a acompanhá-lo em seu esforço de resistência, se declarou rei com o nome real de Alaungpaya, e fundou a Dinastia Konbaung. Como o filho mais velho, Naungdawgyi foi nomeado herdeiro aparente, embora o seu autodenominado "reino" consistisse de apenas 46 aldeias no vale do Mu.
Ainda com apenas 17 anos de idade, Naungdawgyi lutou ao lado dos melhores comandantes de seu pai contra as forças invasoras de Pegu. Apesar de não ser tão talentoso como seu irmão mais novo Hsinbyushin, dois anos mais jovem, Naungdawgyi provou ser um comandante militar por seus próprios méritos, liderando exércitos nas campanhas militares Konbaung que derrotaram o Reino Restaurado de Hanthawaddy em 1757.
Ficou encarregado da gestão do reino em nome de seu pai durante as últimas campanhas de Alaungpaya: Manipur em 1758 e Sião (1759-1760). Seu pai morreu de uma doença súbita na campanha siamesa em maio de 1760.

## Crise da sucessão
Como o herdeiro aparente, Naugndawgyi deveria suceder Alaungpaya que havia determinado que todos os seus seis filhos com sua primeira esposa se tornariam reis por ordem de antiguidade. Porém, a sucessão não foi tranquila. Ao longo da monarquia birmanesa, a sucessão era geralmente associada com rebeliões de reis vassalos e governadores, golpes, e/ou derramamento de sangue. A ascensão ao trono de Naungdawgyi não foi exceção.
A primeira ameaça à sua autoridade veio do seu irmão Hsinbyushin, segunda na linha de sucessão, que buscou apoio do exército para a sua tentativa ao trono. Hsinbyushin não conseguiu o apoio, mas Naungdawgyi perdoou seu irmão por intercessão da rainha-mãe. Naungdawgyi foi coroado em 26 de julho de 1760 em Sagaing, e subiu ao Trono do Pavão em Shwebo, em 9 de fevereiro de 1761 com o nome real de Thiri Pawara Maha Dhammayaza. Seguindo o desejo de Alaungpaya, Hsinbyushin foi feito o herdeiro aparente.

## Rebeliões
Naungdawgyi enfrentou rebeliões múltiplas durante o seu curto reinado: uma pelo general Minkhaung Nawrahta (1761), duas nos estados vassalos de Toungoo (1761-1762) e Lanna (1761-1763). Outro estado vassalo Manipur também foi atacado por rebeldes manipuris em 1763.

### Ava
Naungdawgyi perdoou Hsinbyushin provavelmente porque estava mais preocupado com uma possível insurreição por parte do exército. Havia uma desconfiança no comando do exército, porque mandou executar dois dos generais de quem ele não gostava assim que se tornou rei. Um dos generais mais confiáveis de seu pai Minkhaung Nawrahta, com quem Naungdawgyi nunca se deu bem, resolveu se rebelar quando ele foi chamado para ver o novo rei. O general, que detinha profundo respeito entre as tropas, e seus seguidores (12.000 homens) conquistaram Ava em 25 de junho de 1760. Demorou mais de cinco meses para Naungdawgyi retomar a cidade no início de dezembro. O general foi morto por um tiro de mosquete quando fugia da cidade. Naungdawgyi ficou abalado com esta tragédia, e estava profundamente arrependido pela morte de um dos irmãos em armas de seu pai.

### Toungoo
Mas o pior ainda estava por vir. No ano seguinte, dois estados vassalos, Toungoo e Lanna, se revoltaram. Manipur, outro estado vassalo, foi atacado por rebeldes. O líder da rebelião Toungoo não era outro senão o tio de Naungdawgyi, Thado Theinkhathu, que junto com alguns comandantes do exército tinha decidido desafiar seu sobrinho. A rebelião de Toungoo foi um grande protesto contra o tratamento dado a Minkhaung Nawrahta. Naungdawgyi com seu exército marchou até Toungoo, e sitiou a cidade. (Hsinbyushin decidiu não ajudar o seu irmão.) Foi apenas em janeiro de 1762 que a cidade se rendeu. Aborrecido com os acontecimentos, Naungdawgyi perdoou seu tio e os comandantes. (Entre os oficiais perdoados estava Balamindin, que viria a liderar o exército em guerras futuras.)

### Lanna e Martaban
Enquanto Naungdawgyi sitiava Toungoo, o fiel rei vassalo de Lanna, em Chiang Mai, foi deposto. (a região sul de Lanna tinha sido apaziguada apenas em 1757. Anteriormente, o vale do Ping em Lanna estava em revolta desde 1725.) O líder da rebelião, Chao Khihut, imediatamente iniciou os preparativos defensivos, bem como a implementação de uma estratégia mais ofensiva. Khihut permitiu que Talaban, o principal general do Reino Restaurado de Hanthawaddy, a utilizar Chiang Mai como sua base para formar um exército para lançar um ataque. No final de 1761, Talaban e seu exército entraram em Martaban (Mottama), e por um tempo, apareceu para distrair o exército de Naungdawgyi em Toungoo. Mas o exército de Talaban não poderia oferecer maior apoio entre a população mon na Baixa Birmânia, e retornou. Talaban voltou a se instalar na selva entre os rios Salween (Thanlwin) e Moei (atualmente nos estados Mon e Kayin), limitando-se a realização de guerrilhas.
Depois que Toungoo foi capturada, Naungdawgyi enviou um exército de 8000 homens para Chiang Mai. O exército birmanês capturou Chiang Mai, no início de 1763, e marcharam até a fronteira chinesa, demonstrando o controle birmanês sobre toda a região.
Nesse tempo, Talaban também foi capturado. O exército na verdade capturou primeiro a família de Talaban. Talaban saiu de seu esconderijo e ofereceu sua vida em troca da de sua família. Demonstrando seu cavalheirismo, Naungdawgyi libertou todos eles, e ficou com Talaban para lhe servir.

### Manipur
No início de 1763, Naungdawgyi havia reprimido todas as rebeliões. Sem que ele soubesse, Manipur se tornaria o próximo ponto problemático. Em abril de 1763, o rei manipuri que foi expulso por Alaungpaya em 1758 tentou invadir o seu antigo reino com um exército que também incluía um pequeno destacamento de tropas da Companhia Britânica das Índias Orientais. Ele recebeu o apoio da Companhia em setembro de 1762. Mas nunca o exército invasor chegou a Manipur, uma vez que ficaram atolados em seu caminho em Cachar. O destacamento inglês estava despreparado para marchar nesse tipo de terreno.

## Relações anglo-birmanesas
Após o caso de Negrais, quando em 6 de outubro de 1759, um batalhão de 2000 Konbaung invadiu o forte inglês, encerrando com o primeiro assentamento colonial britânico na Birmânia, as relações anglo-birmanesas permaneceram extremamente frias. Enquanto Naungdawgyi sitiava Ava, em setembro de 1760, ele recebeu o enviado da Companhia Britânica das Índias Orientais, capitão Walter Alves, cuja missão era a de exigir reparações a respeito do saque sofrido na colônia inglesa de Negrais. O rei recusou-se a considerar o pedido, mas concordou em libertar os prisioneiros ingleses. Pediu para retomar o comércio como ele, pois necessitava urgentemente de munições. Os ingleses, ainda em meio à Guerra dos Sete Anos, não consideraram o comércio birmanês lucrativo o suficiente a ponto de retomar o comércio com aquele país.
Em vez disso, os ingleses entrou em um acordo com o fugitivo rei manipuri para fornecer assistência militar em troca de terras e privilégios comerciais. Em 4 de setembro de 1762, a Companhia assinou um acordo para fornecer um contingente de tropas para expulsar os birmaneses de Manipur. Em troca, os rebeldes manipuris prometeram ceder em perpetuidade um local adequado em Manipur para a instalação de uma fábrica e um forte, e também fornecer todas as facilidades para a promoção do comércio com a China. Os manipuris não só concordaram em pagar as despesas das tropas inglesas, como também prometeram compensar o prejuízo sofrido pelos ingleses em Negrais.
Apesar de sua primeira tentativa de invadir Manipur em 1763 teve de ser abandonada, a resistência dos sighs de Manipuri permaneceu ativa com a ajuda dos ingleses. (Eles temporariamente expulsaram o vassalo rei birmanês em 1764, antes de serem rechaçados por Hsinbyushin.)

## Morte e sucessão
Naungdawgyi morreu em novembro de 1763. Tinha apenas 29 anos de idade. Segundo o historiador Helen James, morreu de escrófula, a mesma doença que infligiu seu pai e também levaria seu irmão Hsinbyushin. Finalmente livre das rebeliões, o rei havia passado seus últimos alguns meses construindo dois pagodes no lago Mahananda, perto de Shwebo. Foi sucedido por seu irmão Hsinbyushin. Teve cinco filhos e duas filhas.